# まちネタ!
『まちネタ!』は、2005年4月から放送中のラジオ番組。2006年3月までは30分の録音番組として放送、2006年4月からは生放送の1時間番組。岡山県倉敷市のコミュニティ放送「エフエムくらしき」で、現在は毎週水曜19:00～20:00と第3金曜19:00～20:00に放送されている。番組は各地区（真備地区、玉島・船穂地区、水島地区、倉敷地区、児島地区）からの生放送で、しかも番組制作はすべて各地区に住む市民スタッフである。

## まちネタ!○○
現在のスタイルでの放送は2006年4月5日から。パーソナリティは各放送地区の地域市民スタッフ（ボランティアスタッフ）とエフエムくらしきの前澤智也。「○○」には前述の放送場所の地区名が入る。
また、各地区とも親しみやすいサブタイトルをつけている。真備は「まびの里 なんでもあり～な しゃべり～な」、玉島・船穂は「玉島・船穂からタッ・チョン・パッ」、水島は「もっと もっと 水島」、児島は「味な人、味な町、児島づくし」、倉敷は「くらしき 花金 出ておいで」。玉島・船穂の「タッ・チョン・パッ」は、とある市民スタッフの家庭で、テレビのリモコンのことを「タッチョンパ」と呼んでいることに驚いた別の市民スタッフが勢いで考え、名づけた。また、2009年3月までの水島のサブタイトル「みずしまDO→DA SHOW!」は、番組からの呼びかけに対しリスナーが提案したタイトルがつけられた。当初「水島どうでしょう」にしたかったが、人気テレビ番組のタイトルと酷似していることから表記を変えた。
　
　

### 内容
地域の話題を中心に、各地区のスタッフが考えた季節ネタやイベント情報などを、ゲストを迎えたり、スタッフの取材により、生放送でエリア内に放送している。放送スタッフは、スタジオ待機のエフエムくらしきのスタッフと、各地区を機材とともに回るパーソナリティの前澤智也を除いて、すべて倉敷市民のボランティアスタッフが行っている。
番組終盤のコーナーは、2008年3月までは「わがまちぴかいち」と題して、毎月ひとつのテーマを決めてそのテーマに沿った各地区の場所をボランティアスタッフが探し当て放送する、各地区共通コーナーとなっていた。2008年4月から2009年3月までは「わがまち十景」と題して、各地区のスタッフが独断と偏見で選んだ各地区の10の景色を紹介するコーナーにリニューアルした。2009年4月からは「まちのネタ」と題して、倉敷市内の小学校区単位ぐらいの細かい地域ネタを、在宅スタッフから寄せてもらい紹介している。

### 各放送地区
『まちネタ!』では、週替わりで5地区から放送しているが、第3金曜日の倉敷地区のみ、エフエムくらしきAスタジオからの放送となっている。一番放送事故の予感が少ない地域なのだが、他地域からの放送では、公民館や商工会議所、スポンサー会社からの放送となり、電波の届きにくい場所から放送することもしばしばあり、真備地区や児島地区での放送時に、放送電波が途切れ途切れになるハプニングが起こっていた。
　
　

### 放送場所
2009年4月現在
- 真備　Aコープ真備店（真備町川辺）
- 玉島・船穂　大正ロマン通町サロン（玉島2丁目）
- 水島　常盤町商店会事務所（水島東常盤町）
- 児島　倉敷市瀬戸大橋架橋記念館（児島味野2丁目）
- 倉敷　FMくらしきAスタジオ（白楽町）